# Simone Velasco
Simone Velasco (Bolonya, 2 de desembre de 1995) és un ciclista italià, professional des del 2016. Actualment corre a l'equip Astana Qazaqstan Team. En el seu palmarès destaca la victòria al Trofeu Laigueglia de 2019.

## Palmarès
- 2013
  - 1r al Gran Premi dell'Arno
- 2015
  - 1r a la Copa de la Pau
  - 1r a la Ruta d'Or
- 2019
  - 1r al Trofeu Laigueglia
  - Vencedor d'una etapa a la Setmana Internacional de Coppi i Bartali
- 2021
  - Vencedor d'una etapa al Tour del Llemosí
- 2023
  -  Campió d'Itàlia en ruta
  - Vencedor d'una etapa a la Volta a la Comunitat Valenciana

### Resultats al Tour de França
- 2022. 31è de la classificació general

### Resultats al Giro d'Itàlia
- 2023. 26è de la classificació general